# Todo por tu amor
Todo Por Tu Amor foi uma telenovela venezuelana produzida e exibida pela Venevisión entre 22 de janeiro e 8 de julho de 1997.
Original de Delia Fiallo, a trama é um remake da telenovela Ligia Sandoval, produzida em 1981 e foi adaptada por Alberto Gómez.
Foi protagonizada por Jeannette Rodríguez e Jean Carlo Simancas e antagonizada por Hilda Abrahamz e Gabriela Spanic.

## Sinopse
Marina Rangel, uma jovem empreendedora e corajosa que luta para sustentar sua família através de seu trabalho como fisioterapeuta em um hospital público. Lá, ele conhece o rico e bonito Dr. Samuel Montalván, e, a partir de então, seus verdadeiros problemas começam. Sem razão, o Dr. Montalván sente uma antipatia quase imediata para Marina e procura desculpas para que ela seja injustamente demitida do hospital, o que acaba acontecendo.
Desesperado e desempregado, Marina concorda em trabalhar em uma luxuosa mansão para conhecer a amante da casa, Andrea Mijares, que acabou de ficar cega. Andrea, que é uma mulher frustrada e intrigante, acaba por ser a esposa do Dr. Samuel Montalván.
A vida na mansão de Montalván torna-se insuportável, já que Marina é a constante vítima de ataques e desprezo de Andrea, que se recusa a aceitar sua condição e quer fazer com que todos sofram como ela sofre.
Enquanto isso, no meio deste conflito, nasce um amor profundo e apaixonado entre Marina e Samuel. Mas esse relacionamento não terá futuro: muitos eventos surpreendentes e terríveis coincidências conspirarão para manter Marina e Samuel separados. Andrea recupera sua visão, mas mantém sua recuperação secreta para continuar manipulando seu marido. O velho namorado de Marina reaparece em sua vida e revela que ele é realmente o irmão de Samuel, o que causa sérios problemas entre os amantes. Mais tarde, quando um amante ciumento o assusta, Marina é culpada pelo crime e enviado à cadeia. Samuel, convencido de que Marina matou seu irmão, a abandonou.

## Elenco
- Jeannette Rodríguez.... Marina Rangel
- Jean Carlos Simancas... Samuel Montalbán
- Julio Alcazar... Álvaro Villagrande
- Hilda Abrahamz.......Andrea Mijares
- Gabriela Spanic.... Amaranta Rey
- Monica Rubio.... Lucy Rangel
- Eduardo Luna....Tony Magallanes
- Carlos Arreaza...Larry Mijares
- Eva Moreno....Gisela
- Marta Olivo.....Elodia Rangel
- Carolina López.... Coral Gallardo
- Romelia Aguedo.... Delfina
- Orlando Cassin... Padre Chucho
- Carlos Flores.... Chucho Magallanes
- Alba Valve.... Teté Magallanes
- Luis Enrique Cañas.... Luis Carlos
- Jorge Aravena.......Cristóbal Pérez
- Herminia Martínez.... Ángela Zavala
- Luis Gerardo Nuñez
- Inés María Calero.....Irene Carvajal
- Dulce María Piloneta.... Gloria
- Francisco Ferrari
- Ramón Hinojosa.........Don Lechuga
- Ana Martínez.........Sebastiana
- Ivette Domínguez.... Carlota
- Antonio Machuca.... Gamboa
- Víctor Hernández... Memo
- Ernesto Balzi... Renato
- Jorge Palacios...Padre Marcelo